# Березовка (Великоустюзький район)
Березо́вка (рос. Березовка) — присілок у складі Великоустюзького району Вологодської області, Росія. Входить до складу Теплогорського сільського поселення.

## Населення
Населення — 4 особи (2010; 10 у 2002).
Національний склад (станом на 2002 рік):
- росіяни — 100 %